# Rhipidia (Rhipidia) platyphallus
Rhipidia (Rhipidia) platyphallus is een tweevleugelige uit de familie steltmuggen (Limoniidae). De soort komt voor in het Neotropisch gebied.